# Зенфелд
Зенфелд (њем. Sennfeld) општина је у њемачкој савезној држави Баварска. Једно је од 29 општинских средишта округа Швајнфурт. Према процјени из 2010. у општини је живјело 3.890 становника. Посједује регионалну шифру (AGS) 9678178.

## Географски и демографски подаци
Зенфелд се налази у савезној држави Баварска у округу Швајнфурт. Општина се налази на надморској висини од 214 метара. Површина општине износи 7,0 km². У самом мјесту је, према процјени из 2010. године, живјело 3.890 становника. Просјечна густина становништва износи 557 становника/km².

## Међународна сарадња
| Мјесто            | Држава  | Врста сарадње | Од    |
| ----------------- | ------- | ------------- | ----- |
| Медуна ди Ливенца | Италија | партнерство   | 1986. |
| Извор             |         |               |       |